# عقعق أسترالي
طائر العقعق الأسترالي (Gymurhina tipien) طائر عابر، متوسط الحجم، لونه أبيض وأسود، موطنه في أستراليا وجنوب غينيا الجديدة. وعلى الرغم من أنه كان يعتبر فيما مضى ثلاثة أنواع منفصلة، فإنه يعتبر الآن نوعا واحداً، مع تسعة أنواع فرعية معترف بها. وينتمي العقعق الأسترالي إلى عصفور الأرتاميدا ويوضع في جنسه الخاص وهو على صلة وثيقة بطائر الزبدة الأسود (ميلوريا كويي). بيد أنه لا يرتبط ارتباطاً وثيقاً بالعقيدة الأوروبية، التي هي وثيقة الارتباط.

## وصفه
طائر العقعق الأسترالي البالغ هو طائر متين يتراوح طوله بين 37 و 43 سنتيمترا (145 إلى 17 سنتيمترا)، له ريش أسود وأبيض مميَّز، عينان سمّيتان ذهبيتان، وبيضتان اسود صلبان. يتشابه الذكر والأنثى في المظهر، ويمكن التمييز بينهما من خلال الاختلافات في علامات الظهر. ولدى الذكر ريش أبيض نقي على مؤخرة الرأس ولدى الأنثى ريش أبيض ممزوجة بريش رمادي على مؤخرة الرأس. فالعقعق الأسترالي يسير بسيقان طويلة بدلاً من أن يتهادى أو يقفز ويقضي وقتاً طويلاً على الأرض.

## موطنه
أُدخل إلى نيوزيلندا أكثر من 000، 1 يرقِيص أسترالي من سنة 1864 إلى سنة 1874، ولكن اتُّهمت لاحقا بإزاحة الطيور المحلية وهي الآن تعالج كنوع من الآفات. كما جرت عمليات التعارف في جزر سليمان وفيجي، حيث لا تُعتبر الطيور أنواعاً غازية. وهو تميمة العديد من الفرق الرياضية الأسترالية (والنيوزيلندية)، وعلى الأخص العقعق من نوع كولينجوود، وقمامة الضواحي الغربية، وقمامة بورت أديلايد، وأقزام هوك باي في نيوزيلندا.
وُصف بأنه واحد من أبرع الطيور المغردة في أستراليا، والعقعق الأسترالي آكل للحوم، حيث يتكون الجزء الأكبر من نظامها الغذائي المتنوع من اللافقاريات. ومن المستقرة عموما والإقليمي في جميع أنحاء مداه. إنه شائع وواسع الانتشار، تكيف العقعق الأسترالي بشكل جيد مع الإنسان وهو طائر مألوف في الحدائق والأراضي الزراعية في أستراليا وغينيا الجديدة. يتم تغذية هذا النوع عادة من قبل الأسر في جميع أنحاء البلاد، ولكن في الربيع (وأحيانًا في الخريف) تصبح أقلية صغيرة من طيور العقعق المتزاوجة (الذكور دائمًا تقريبًا) عدوانية وتنقض وتهاجم أولئك الذين يقتربون من أعشاشهم. أظهرت الأبحاث أن طيور العقعق يمكنها التعرف على ما لا يقل عن 100 شخص مختلف، وقد تكون أقل عرضة للانقضاض على الأفراد الذين صادقوا معهم.

## التصنيف

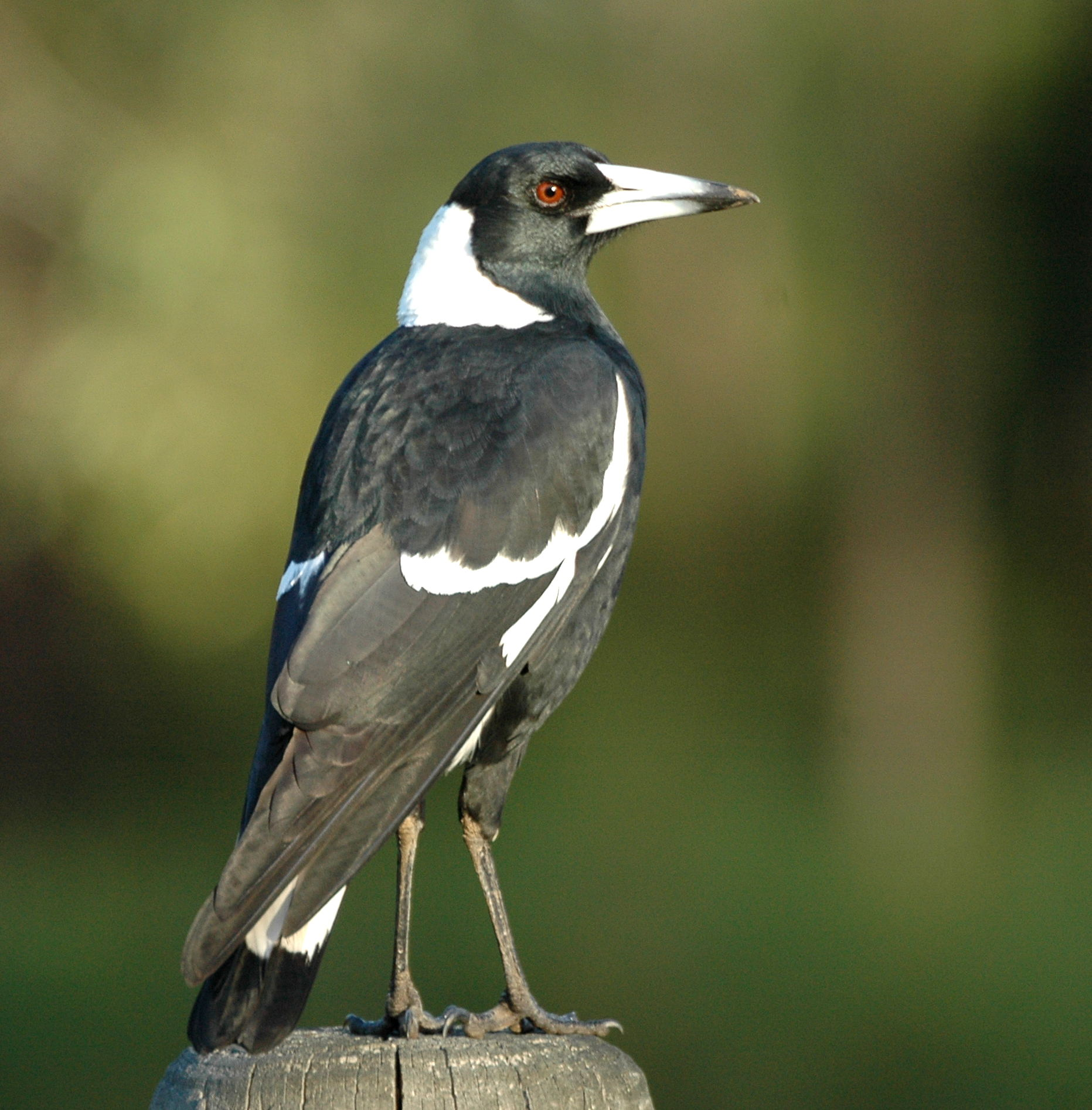
كوينزلاند ، C. tibicen terraereginae

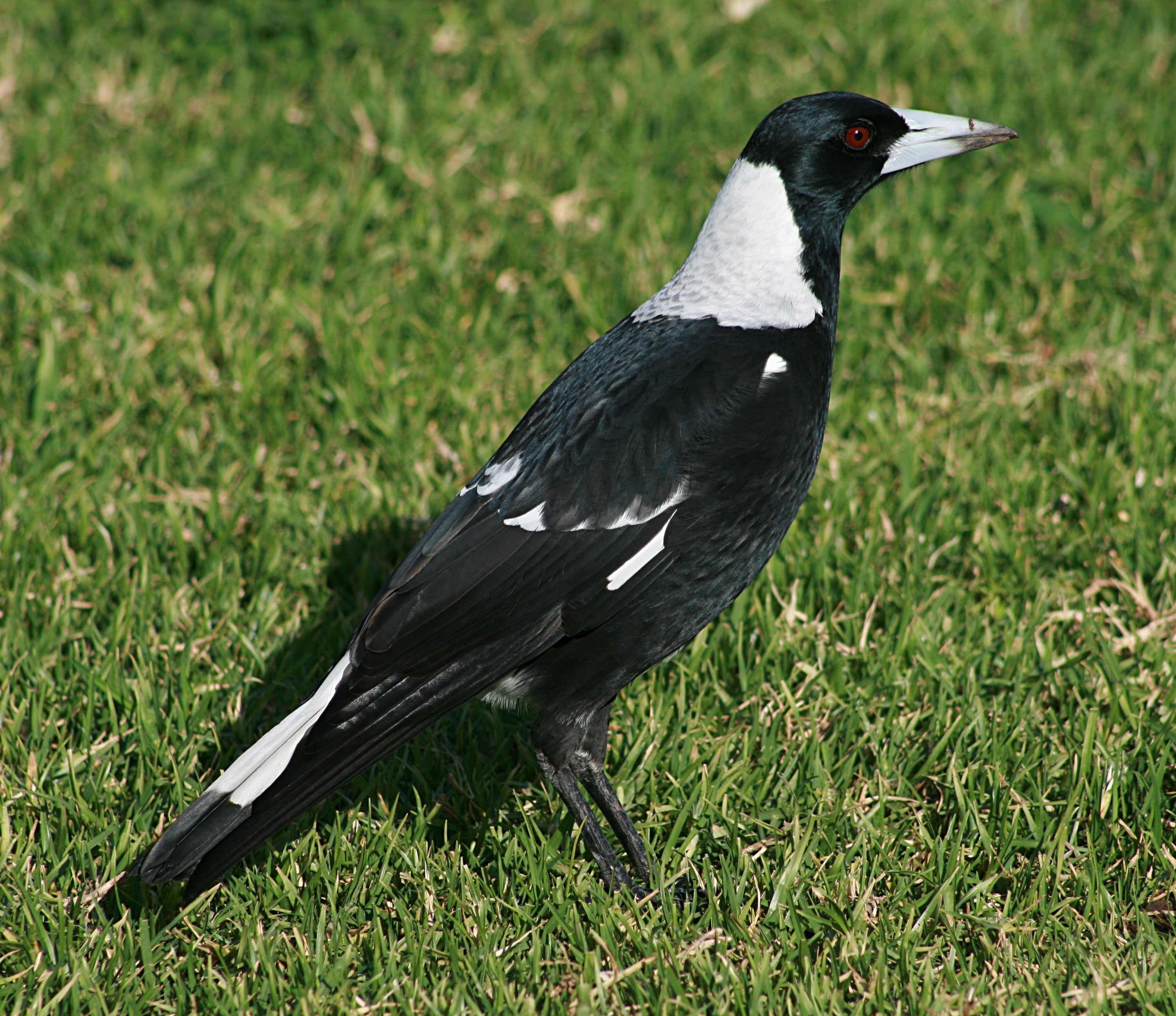
في سدني

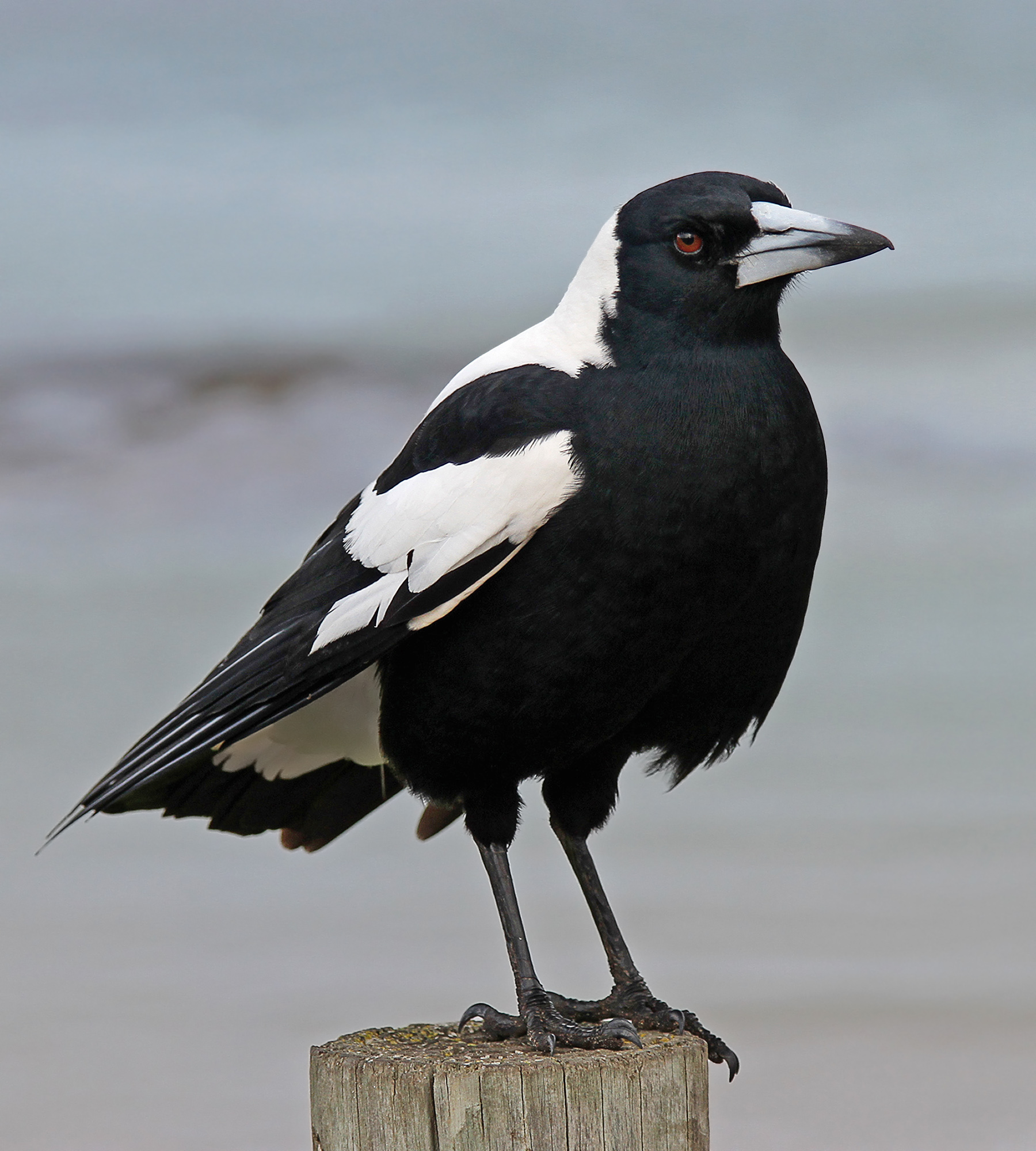
على الساحل الجنوبي الفيكتوري

## وصلات خارجية
- Audio file of the magpie's famous warbling call
- Audio – Various magpie recordings at the Freesound Project.
- Australian magpie videos, photos and sounds on the Internet Bird Collection
- Magpies Behaving Badly (ABC Science Online)
- Gymnorhina tibicen at the Invasive Species Specialist Group